# 丐幫記者
丐幫記者（或稱新聞丐幫），他們通常假冒正式記者，遊走於各類記者會之中，是新聞業界對於假冒者的一種稱呼。丐幫記者常向主辦單位索取贈品、從事各種騙吃騙喝的行為，由於乞丐吃相難看，故此類打著記者名號詐欺的人士（或吃相難看者）常被掛名「丐幫」，故名為「丐幫記者」。

## 與武俠小說關聯
丐幫為金庸在武俠小說《射鵰英雄傳》中首創，而他本身也是《明報》系列的創辦人，當時在明報更連載了許多金庸自己寫的小說。查良鏞為《明報》撰寫社評二十餘年，他「左手寫社評、右手寫小說」，小說中「丐幫」或許是金庸由生活情境取材，但書中無明確指出所為何事。

## 諧音性關連
「記者」一辭使用閩南語發聲，諧音似「乞丐」，好發於咬字不清晰時。

## 資料來源
1. ↑  魯永明. . 聯合新聞網. 2010-09-30  [2010-10-04]. （原始内容存档于2010-10-03） （中文（繁體））.
2. ↑  美國之音記者：杜林. . 大紀元時報. 2008-10-30  [2010-02-16] （中文（繁體））.
3. ↑  . 今日新聞網. 2010-06-22  [2010-06-27]. （原始内容存档于2013-08-30） （中文（繁體））.
4. ↑  李漢儀. . 台灣新聞報. 2009-06-10  [2010-02-16]. （原始内容存档于2018-09-28） （中文（繁體））.
5. ↑  . 人民網. 2008-10-27  [2010-02-16]. （原始内容存档于2018-09-29）.

## 外部連結
- 《蘋果日報》不給贈品就搗蛋~我是丐幫記者...[永久]
- 《NOWnews》「色」影師？　陳健昌：我是記者，是媒體，沒拍露點 （页面存档备份，存于）
- 《人民網》給“記者丐幫”留口飯！ （页面存档备份，存于）
- 《大紀元時報》記者臥底丐幫曝內幕 （页面存档备份，存于）
- 《蘋果日報》不滿挨批丐幫記者　控同業誹謗不起訴 （页面存档备份，存于）
- 台灣新聞記者協會（以下須註冊該站帳號，始得登入）
  - 丐幫假冒記者身份出席記者會及市府活動，騙吃騙喝功力技壓群雄，台中市警方介入調查丐幫不法行為 （页面存档备份，存于）
  - 丐幫出席記者會騙吃騙喝，夫妻檔丐幫拿食品 （页面存档备份，存于）